# Jalkivșciîna, Hluhiv
Jalkivșciîna (în ucraineană Жалківщина) este un sat în comuna Pervomaiske din raionul Hluhiv, regiunea Sumî, Ucraina.

## Demografie
Componența lingvistică a localității Jalkivșciîna
     Ucraineană (100%)
Conform recensământului din 2001, toată populația localității Jalkivșciîna era vorbitoare de ucraineană (100%).